# PSV Eindhoven
Philips Sport Vereniging, forkortet PSV og alment kendt som "PSV Eindhoven", er en hollandsk professionel fodboldklub i den hollandske Æresdivision. Holdet har hjemmebane på Philips Stadion i Eindhoven.
Klubben blev stiftet i 1913, oprindeligt fungerende som sportsklub for ansatte i koncernen Philips og beboere i Philipsdorp – et lille bydel i Eindhoven, bygget netop til firmaets medarbejdere.
PSV er en af de tre traditionelle storklubber i Nederlandene, inklusive Feyenoord og AFC Ajax, som derved samtidig anses som de største rivaler. Disse tre hold har alle vundet Europa-cuppen, nu kendt som UEFA Champions League.
Af tidligere profiler kan nævnes; Romário, Ronaldo, Ruud van Nistelrooy, Ruud Gullit, Mark van Bommel, Luc Nilis, Jaap Stam, Arjen Robben, Ji-Sung Park, Phillip Cocu, Kalusha Bwalya, Alex Rodrigo Dias da Costa, Mateja Kežman, Ibrahim Afellay, Heurelho Gomes, Patrick Kluivert og Eiður Guðjohnsen.
Blandt PSV's helt store klubikoner finder man især spillere som Coen Dillen, Willy van der Kuijlen, Jan van Beveren samt Willy van de Kerkhof og René van de Kerkhof.
PSV Eindhoven blev senest hollandske mestre i 2017-18-sæsonen under træner Phillip Cocu. Klubbens seneste titel var den hollandske cup, KNVB Beker, i 2012 under interim-manager, Phillip Cocu.
Klubbens andethold Jong PSV har siden 2013 spillet i Hollands næstbedste række Eerste divisie.

## Nuværende Spillertrup
Oversigten er opdateret til og med 26. maj 2025
| Nr. | Land                | Position | Spiller             |
| --- | ------------------- | -------- | ------------------- |
| 1   | Argentina           | MM       | Walter Benítez      |
| 16  | Holland             | MM       | Joel Drommel        |
| 24  | Holland             | MM       | Niek Schiks         |
| 3   | Holland             | FO       | Tyrell Malacia      |
| 4   | Holland             | FO       | Armando Bispo       |
| 5   | Kroatien            | AN       | Ivan Perišic        |
| 6   | Holland             | FO       | Ryan Flamingo       |
| 17  | Brasilien           | FO       | Mauro Junior        |
| 18  | Frankrig            | FO       | Olivier Boscagli    |
| 19  | Bosnien-Hercegovina | AN       | Esmir Bajraktarevic |
| 21  | Marokko             | AN       | Couhaib Driouech    |
| 22  | Holland             | MI       | Jerdy Schouten      |
| 2   | Holland             | FO       | Rick Karsdorp       |

| Nr. | Land         | Position | Spiller           |
| --- | ------------ | -------- | ----------------- |
| 7   | USA          | MI       | Malik Tillman     |
| 11  | Belgien      | AN       | Johan Bakayoko    |
| 14  | USA          | AN       | Ricardo Pepi      |
| 20  | Holland      | MI       | Guus Til          |
| 23  | Holland      | MI       | Joey Veerman      |
| 37  | USA          | MI       | Richard Ledezma   |
| 39  | Burkina Faso | FO       | Adamo Nagalo      |
| 8   | USA          | FO       | Sergiño Dest      |
| 9   | Holland      | AN       | Luuk de Jong      |
| 10  | Holland      | AN       | Noa Lang          |
| 26  | Holland      | MI       | Isaac Babadi      |
| 34  | Marokko      | MI       | Ismael Saiba      |
| 27  | Spanien      | AN       | Lucas Pérez       |
| 28  | Holland      | MI       | Tygo Land         |
| --  | Spanien      | FO       | Yarek Gasiorowski |

### Udlejet
- Armel Bella-Kotchap til Southampton
- Sergiño Dest til Barcelona
- Malik Tillman til Bayern München

## Titler
- Eredivisie: 26

1928–29, 1934–35, 1950–51, 1962–63, 1974–75, 1975–76, 1977–78, 1985–86, 1986–87, 1987–88, 1988–89, 1990–91, 1991–92, 1996–97, 1999–00, 2000–01, 2002–03, 2004–05, 2005–06, 2006–07, 2007–08, 2014–15, 2015–16, 2017–18, 2023-24, 2024-25
- KNVB Cup: 11

1949–50, 1973–74, 1975–76, 1987–88, 1988–89, 1989–90, 1995–96, 2004–05, 2011-12, 2021-22, 2022-23
- Johan Cruijff Shield: 11

1992, 1996, 1997, 1998, 2000, 2001, 2003, 2008, 2012, 2015, 2016
- UEFA Champions League: 1

1987-88 – dengang "European Champion Clubs' Cup".
- UEFA Europa League: 1

1977-78 – dengang "UEFA Cup".

## Danske spillere
- Ole Sørensen (1966-1968)
- Bent Schmidt Hansen (1967-1975)
- Kresten Bjerre (1969-1970)
- Henning Munk Jensen (1970-1973)
- Tommy Christensen (1979-1981)
- Jan Heintze (1982-1994)(1999-2003)
- Kenneth Brylle (1984-1985)
- Frank Arnesen (1985-1988)
- Ivan Nielsen (1986-1990)
- Søren Lerby (1987-1989)
- Flemming Povlsen (1989-1990)
- Thomas Thorninger (1992-1994)
- Niclas Jensen (1996-1997)
- Anders Nielsen (1997)
- Peter Møller (1997-1998)
- Dennis Rommedahl (1997-2004)
- Kasper Bøgelund (2000-2005)
- Michael Jakobsen (2003-2005)
- Kenneth Perez (2007)
- Mathias "Zanka" Jørgensen (2012-2014)
- Simon Poulsen (2015-2017)
- Nikolai Laursen (2015-2019)
- August Priske (2023-)

## Fakta
- PSV's hjemmebanetrøje er karakteriseret af rød-hvide striber, og repræsenterer bl.a. Noord-Brabrants flag – provinsen i Nederlandene hvori Eindhoven er lokaliseret. Nike har siden 1995 været klubbens trøjefabrikant. Philips har været klubbens hovedsponsor siden 1982.

- Philips Stadion er placeret samme sted som den oprindelige fodboldbane i 1913 – dengang i parken "Philips Sportpark". På det nutidige stadion hører klubbens mest inkarnerede fans til på den østlige tribune – "Oost".

- "Jong PSV" er klubbens reservehold, og består hovedsageligt af spillere fra ungdomsakademiet. Spillere som Ibrahim Afellay, Boudewijn Zenden, Wilfred Bouma og Klaas-Jan Huntelaar er "produkter" heraf.

- Guus Hiddink er klubbens mest succesrige træner igennem tiderne. I perioderne 1987-1990 og 2002-2006 vandt han 6 Eredivisie-mesterskaber, 4 KNVB-pokaler, 1 Johan Cruijff-pokal samt Europa-cuppen i 1988 med PSV. I 2004-05-sæsonen i Champions League førte han holdet til semifinalen, her slog man AC Milan 3-1 i returopgøret i Eindhoven, men italienerne gik videre til finalen grundet reglen om udebanemål.

- Willy van der Kuijlen, kaldet "Mr. PSV", scorede 309 mål i 528 ligakampe mellem 1964 og 1981, hvilket stadig er den hollandske rekord.

- Coen Dillen scorede i 1956-57-sæsonen 43 mål i PSV-trøjen og rangerer stadig som den mest målfarlige spiller i én sæson af den bedste hollandske række.

- Danske Frank Arnesen, tidligere spiller (1985-1988) og assisterende træner (1991-1994) i PSV, var fra midt 90'erne til 2004 sportsdirektør i klubben. Her blev han blandt andre krediteret for at få talenter som Ronaldo, Ruud van Nistelrooy, Arjen Robben og Jaap Stam til Eindhoven.

- Under finalen i Europacuppen for mesterhold i 1988 mødte PSV S.L. Benfica. Her var Danmark i høj grad repræsenteret, i og med Ivan Nielsen, Jan Heintze og Søren Lerby var i Hiddinks startopstilling. Finalen blev afgjort på straffespark, hvor PSV vandt 6-5. Nielsen og Lerby scorede begge på deres forsøg. Denne sæson vandt de "The Treble" med PSV.